# Ragge
Ragge Indústria e Comércio Ltda., vorher Ragge Industrial Ltda., war ein brasilianischer Hersteller von Automobilen.

## Unternehmensgeschichte
Das Unternehmen begann 1986 in Rio de Janeiro mit der Produktion von Automobilen und Kit Cars. Konstrukteur war Júlio Silla, der vorher bei Tanger Industrial den Tanger entwarf. Der Markenname lautete Ragge. Bereits im ersten Halbjahr wurden etwa 200 Exemplare verkauft. 1990 erfolgte die Umfirmierung und der Umzug nach Duque de Caxias. Vor 1995 endete die Produktion.

## Fahrzeuge
Im Angebot standen Mehrzweckfahrzeuge. Das erste Modell basierte auf dem um 25 cm gekürzten Fahrgestell vom VW Brasília. Darauf wurde eine Karosserie aus Fiberglas montiert. Hinter den vorderen Sitzen war entweder eine offene Ladefläche (beim Pick-up) oder ein fester Aufbau, der leicht entfernt werden konnte. Das Reserverad war außen am Heck befestigt. Die Windschutzscheibe stammte vom Chevrolet Chevette, die Rückleuchten vom Fiat Prêmio und die Türgriffe von FNM. Ein luftgekühlter Vierzylinder-Boxermotor im Heck trieb die Hinterräder an.
1987 folgte das überarbeitete Modell California. Er wurde 1990 durch den California mit längerem Radstand ersetzt.